# Dosinia maoriana
Dosinia maoriana је врста слановодних морских шкољки средње величине из рода Dosinia и породице Veneridae тзв. Венерине шкољке.

## Распрострањење
Нови Зеланд су једино познато природно станиште врсте.

## Станиште
Станиште врсте је море, подручја са сланом водом.

## Синоними
- Dosinia (Pectunculus) maoriana W. R. B. Oliver, 1923 · прихватио, алтернативно представљање